# Magdi Allam

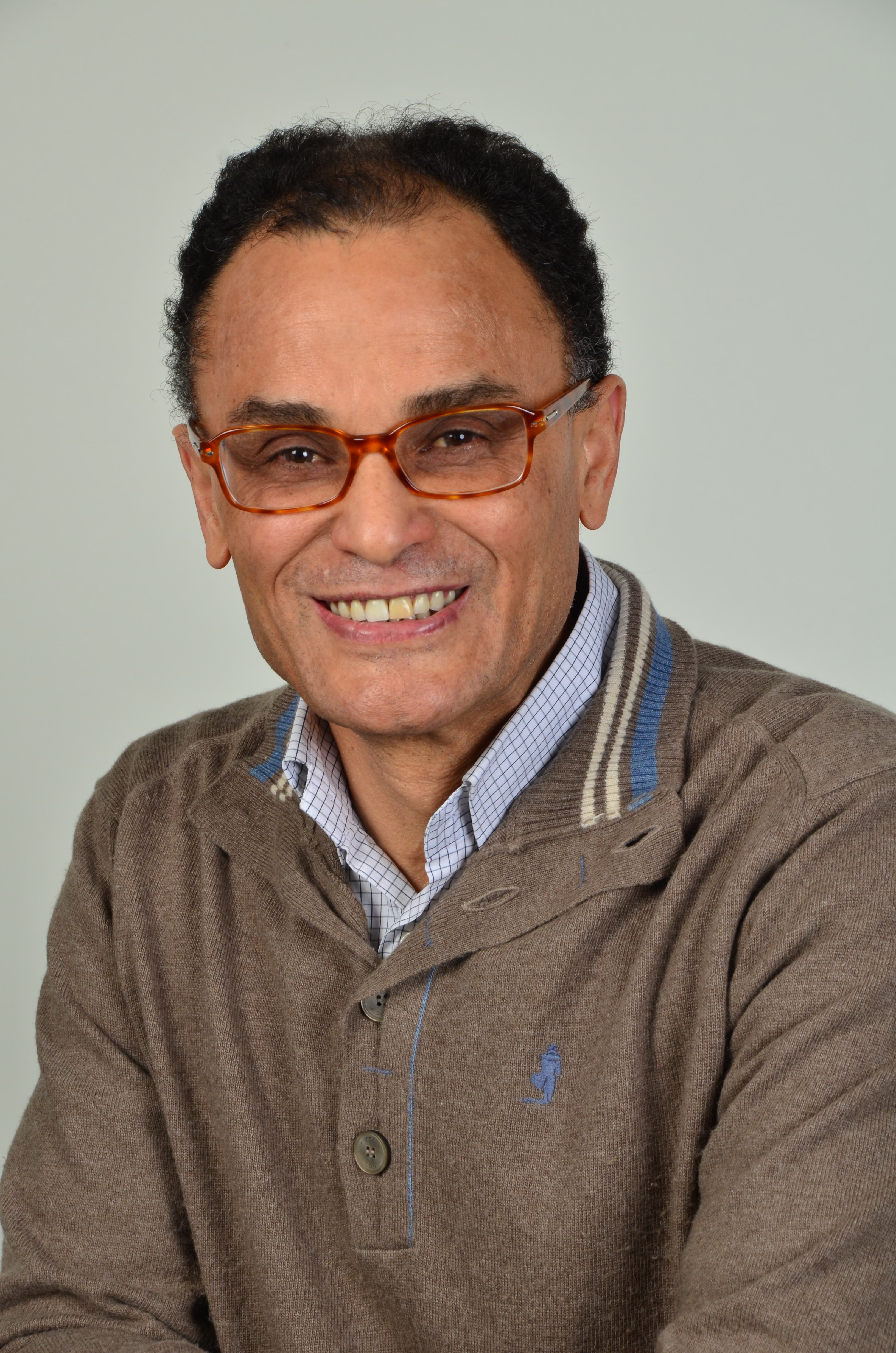
Magdi Allam

Magdi Allam (Caïro, 22 april 1952) is een Italiaans journalist die werkt bij de Corriere della Sera.
Allam groeide op in Egypte en emigreerde naar Italië in 1972. In 1986 werd hij Italiaans staatsburger. Magdi Allam werkte opeenvolgend bij de kranten Il Manifesto, La Repubblica en sinds 2003 bij Corriere della Sera.
Hij staat bekend om zijn kritiek op bepaalde aspecten van de islam en staat door bedreigingen van moslimextremisten verschillende jaren onder politiebescherming.
Op 22 maart 2008 werd bekend dat hij zich tot het katholicisme had bekeerd en op die dag werd hij samen met zes andere personen uit vijf verschillende landen door paus Benedictus XVI in de Sint-Pietersbasiliek tijdens de paaswake gedoopt. Hij verliet teleurgesteld de katholieke Kerk weer na de verkiezing van paus Franciscus in 2013, voornamelijk omdat hij meende dat de Kerk niet genoeg tegen de islam ageerde; hij bleef echter wel christen.